# كاري دومينغيز (كرة يد)
كاري دومينغيز (بالإنجليزية: Cari Dominguez)‏ مواليد 10 أكتوبر 1992، هي لاعبة كرة يد دومينيكية تلعب كحارس مرمى. مثلت منتخب جمهورية الدومينيكان لكرة اليد للسيدات.

## سجل المنافسة
شاركت في البطولات التالية:
- بطولة العالم لكرة اليد للسيدات 2013